# Christopher Lasch
Christopher Lasch (* 1. Juni 1932 in Omaha, Nebraska; † 14. Februar 1994 in Pittsford, New York) war ein bekannter amerikanischer Historiker und Sozialkritiker.

## Leben und Wirken
Lasch studierte an der Harvard University und der Columbia University. Er war 1957 bis 1967 Mitglied der Historischen Fakultät am Williams College, 1960 bis 1961 an der Roosevelt University in Chicago, 1961 bis 1966 an der University of Iowa und 1966 bis 1970 an der Northwestern University. Von 1970 bis 1994 lehrte er als Professor für Geschichte an der University of Rochester. In dieser Zeit hatte er 1979 bis 1994 die Don Alonzo-Professur für Geschichte inne, und er war Fakultätsvorsteher 1985 bis 1994. 1981 war er Freud Lecturer am University College London.
Bekannt wurde Lasch einem deutschsprachigen Publikum besonders mit seinem Buch über Narzissmus in der heutigen Gesellschaft (The culture of narcissism, 1979).

## Privates
1956 heiratete er Nell Commager, mit der er zwei Söhne und zwei Töchter hatte.

## Schriften (englisch)
- The New Radicalism in America, 1965
- The Agony of the American Left, 1969
- Haven in a Heartless World, 1977
- The Culture of Narcissism, 1979
- The Minimal Self, 1985
- The True and Only Heaven, 1991
- The Revolt of the Elites and the Betrayal of Democracy, 1994

### Deutsche Übersetzungen
- Das Zeitalter des Narzißmus. Steinhausen, München 1980; Neuausgabe: Hoffmann und Campe, Hamburg 1995, ISBN 3-455-10325-1.
- Geborgenheit. Die Bedrohung der Familie in der modernen Welt. Steinhausen, München 1981; dtv, München 1987, ISBN 3-423-15037-8.
- Die blinde Elite. Macht ohne Verantwortung. Hoffmann und Campe, Hamburg 1995, ISBN 3-455-11096-7.